# Maniho ngaitahu
Maniho ngaitahu là một loài nhện trong họ Amphinectidae. Loài này phân bố ở New Zealand.